# Phoracantha superans
Phoracantha superans là một loài bọ cánh cứng trong họ Cerambycidae.